# Dahra (massif)
Pour les articles homonymes, voir Dahra.
Le Dahra (en berbère : ⴹⴰⵀⵔⴰ, arabe : جبال الظهرة) est une région montagneuse d'Algérie située au Nord du pays. Elle est partiellement berbérophone et anciennement appelée montagne des Maghraouas (en berbère : ⴰⴷⵓⵔⴰⵔ ⵏ ⵎⴰⵖⵔⴰⵡⴰ, arabe : جبل مغراوة).

## Toponymie
Dahra est un mot arabe signifiant « dos », en toponymie ce terme désigne un plateau étendu et de faible relief. En Afrique du Nord, une autre région située à l'Est du Maroc porte le même nom.
La région était antérieurement appelée Bled Maghraouas.

## Géographie
Le Dahra est un massif montagneux étendu et varié faisant partie de l’Atlas tellien occidental. Il est couvert de forêts ou de cultures pauvres et abrite de nombreux cirques et ports de pêche. Il s'étend de l'oued Djer à l'est à l'embouchure du Chelif à l'ouest ; de la Méditerranée au nord à l'oued Chelif au sud. Il culmine à 1 550 mètres, au mont Zaccar situé au nord de Miliana. Les principaux autres sommets sont les monts Anneb (1 118 m), Bissa, El Gourine (736 m) et Arbal (1 095 m). Certains massifs calcaires sont truffés des grottes. Le secteur du littoral est appelé « Corniche du Dahra » : Occidental, entre Ténès et Mostaganem ; et Oriental entre Ténès et Cherchell.
Ce massif constitue une région très accidentée, à cheval sur les wilayas de Tipaza, Chlef, Aïn Defla, Mostaganem, Relizane et Blida (extrémité orientale). La ville de Mostaganem est considérée en Algérie comme la capitale de la région.

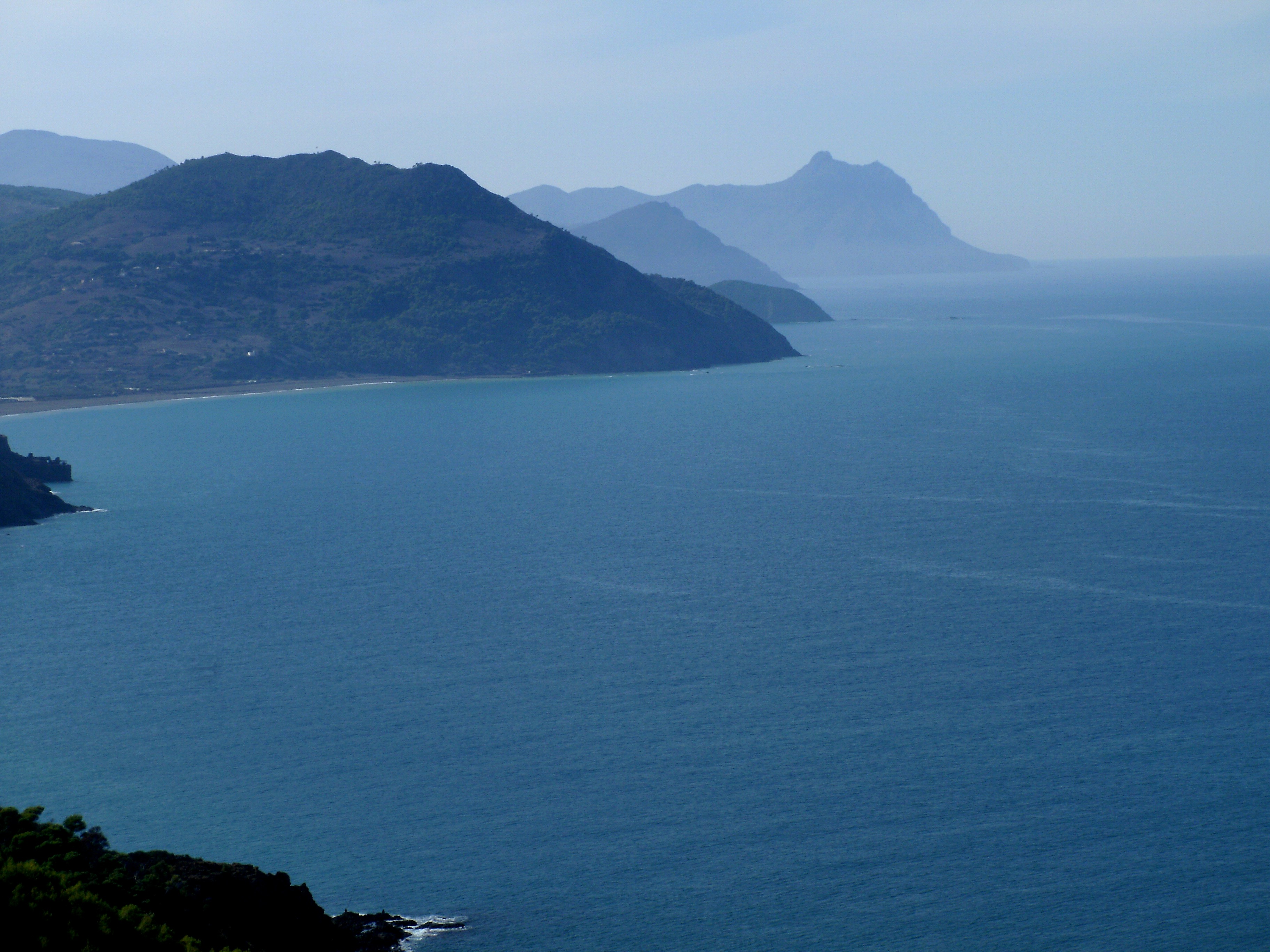
La corniche du Dahra près du cap Ténès.
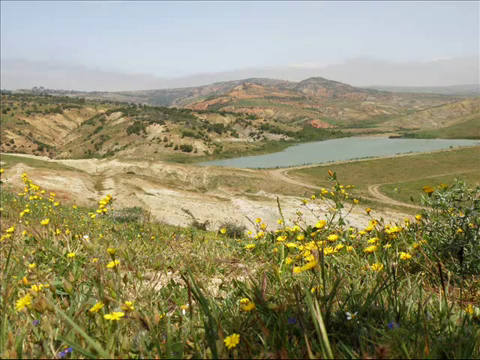
Collines du Dahra, dans la wilaya de Mostaganem.
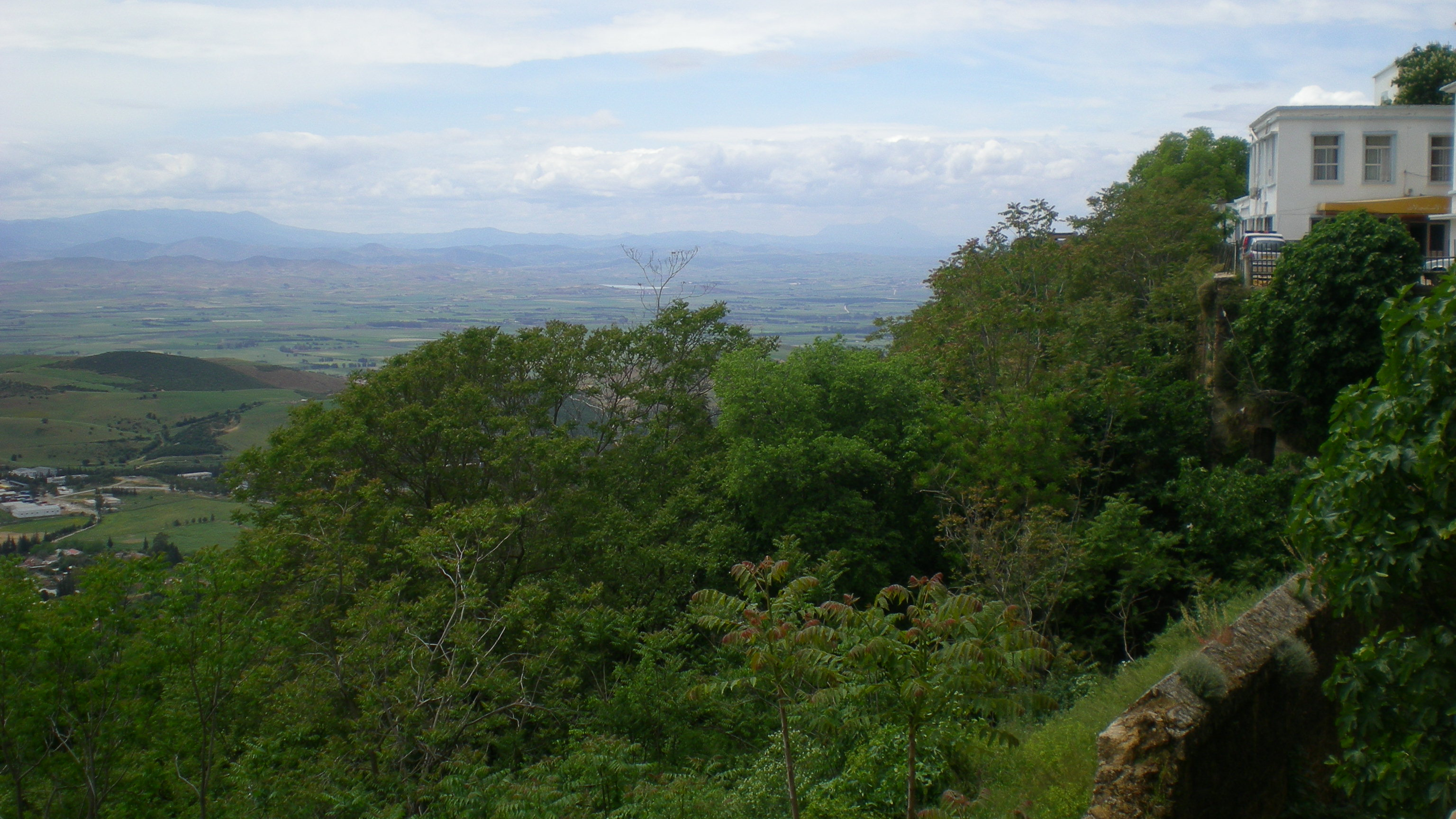
Région de Miliana sur les versants sud.
- Monts Dahra, province de Mostaganem.

## Histoire

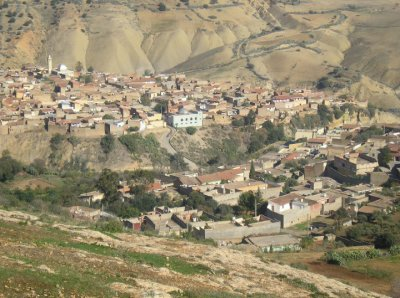
La vieille cité de Mazouna.

Pendant la période romaine, les bois de thuya étaient exploités. Durant la période ottomane, Mazouna devient chef-lieu du beylik de l'Ouest jusqu’en 1701. C’est dans cette ville que fut fondée la confrérie Sanousiyya.
Au début du XVIIIe siècle, le Dahra fournit en abondance céréales, bétail, miel et cire. Peu avant 1830, les viticulteurs du littoral de Ténès exportent une partie de leur production vers le Portugal, Livourne et Marseille. Le fourrage très abondant favorisait l’élevage de chevaux barbes et de nombreux troupeaux de bovins, ovins et caprins. L’artisanat local permettait d'alimenter le commerce intertribal et interrégional.  
Les Banī Mādūn et Banī Zarwāl passent pour les tribus les plus fortes. Le Dahra (Bled Maghraouas) est incorporé dans l’aghalik du Sharg par Abdelkader ibn Muhieddine. Après le traité de la Tafna en 1837, Ténès et Cherchell restent les seuls ports à la disposition de l'émir d’où il puisse exporter laine et céréales vers Alger ou l’étranger et desservir les provinces encore libres.
Pendant la conquête de l'Algérie par la France, c’est au sein des grottes du Dahra qu’a eu lieu, en 1845, l’épisode des enfumades du Dahra : une tribu alliée de Cheikh Boumaza se réfugie, hommes, femmes et enfants, dans les grottes pour échapper à un corps de l'armée française commandé par le lieutenant-colonel Aimable Pélissier. Celui-ci fait enfumer les issues, asphyxiant près d'un millier de personnes - seuls quelques survivants échappent à ce qui est qualifié par Napoléon Joseph Ney, pair de France, d'« acte de cruauté inexplicable ». 
En 1884, le géographe et penseur Élisée Reclus fonde une colonie anarchiste. La région subit une régression notable, l’essentiel du trafic du Chelif était dirigé vers les grands ports d’Alger et d’Oran.

## Populations
Les habitants du Dahra sont d'origine berbère, plus particulièrement zénètes, et descendent des Banou Ifren et des Maghraouas,.
Les habitants parlent un dialecte berbère appelé chenoui dans la partie orientale, entre Bou Ismaïl (40 kilomètres à l'ouest d'Alger) et Ténès (200 kilomètres à l'ouest d'Alger), il est, en étendue, la troisième région d’Algérie, après l’Aurès et la Kabylie ; et l'arabe algérien à l'ouest de Ténès, dans cette partie, les villes de Ténès et de Mostaganem ont conservé des parlers arabes sédentaires, mais la majorité des berbérophones est aussi arabophone. L'arabe parlé dans cette région est particulier et constitue une transition entre les parlers du centre et ceux de l'ouest, avec beaucoup de mots berbères (« pousser » = dmer, « champignon » = tareghla, « frelon » = arzouzi, etc.).
Au XXe siècle, la déclin économique provoque l’émigration dès 1914 et en 1946 pour travailler sur les chantiers de reconstruction de la France. Cette émigration jeune recherche l’apprentissage d’un métier manuel dans les secteurs de travaux publics, du bâtiment, de la sidérurgie ou la métallurgie et des mines. L’essentiel du revenu de l’émigré est envoyé à sa famille et sert à l’achat de terrain ou de bétail. 
La guerre d’indépendance a donné lieu dans l’arrondissement de Ténès à l’un des plus forts taux de regroupement de la population musulmane (69,6 %). Cette dernière a été éloignée de force de son terroir, avec pour résultat final la transformation d’un pays plus qu’auto-suffisant en pays dépendant.